# Henryk Grzondziel
Henryk Grzondziel (26. července 1897 Załęże u Katovic, Německo – 24. května 1968 Opolí, Polsko) byl polský římskokatolický biskup.
V I. světové válce sloužil v německé armádě. Na kněze byl vysvěcen 17. března 1923 ve Vratislavi. Poté působil v hornoslezské průmyslové oblasti (Bytom, Zabrze, Wojtowa Wieś u Gliwic) a ve Vratislavi jako učitel polštiny a duchovní u polských spolků ve městě. Po II. světové válce působil ve Vratislavi jako duchovní a jako profesor Metropolitního vyššího duchovního semináře. V letech 1953–1956 byl ze svého působiště deportován.
Poté působil v administratuře Opolského Slezska, vedl duchovní správu farnosti Nowa Wieś Królewska (předměstí Opolí). Biskupem byl jmenován 20. května 1958 a vysvěcen 16. srpna téhož roku kardinálem Stefanem Wyszyńskim. Byl titulární biskup z Athribis (Athribitanus). Působil nejprve jako pomocný biskup arcidiecéze hnězdenské pověřený duchovní správou v Opolí. Po uznání administratury Opolského Slezska ze strany Svatého stolce roku 1967 byl 16. října 1967 oficiálně inkardinován do této apoštolské administratury, která se roku 1972 stala diecézí opolskou.
V letech 1963 a 1965 se účastnil druhého a čtvrtého zasedání druhého vatikánského koncilu.